# Hieracium nigrolegionense
Hieracium nigrolegionense es una especie de planta con flor del género Hieracium, de la familia Asteraceae, orden Asterales.

## Distribución
Hieracium nigrolegionense se distribuye por España.

## Taxonomía
Fue descrita científicamente por Mateo, Egido y Alejandre.